# Danna Paola
Danna Paola Rivera Munguía (Ciutat de Mèxic, 23 de juny de 1995), més coneguda com a Danna Paola, és una cantant, actriu, model i compositora mexicana. Coneguda pels seus papers a María Belén, Amy, la niña de la mochila azul, Pablo y Andrea i Atrévete a soñar, és filla de Patricia Munguía i Juan José Rivera Arellano, antic cantant del Grupo Ciclón i Los Caminantes. Els seus pares es van divorciar durant la seva infància. Té una germana gran, Vania Rivera Munguía.

## Carrera d'actriu
1999–2003: inici de carrera
La carrera d'actriu de Danna Paola va començar l'any 1999 quan als 4 anys ella i la seva germana van assistir al càsting de Televisa a Ciutat de Mèxic per a "Plaza Sésamo", la versió mexicana de Barri Sèsam. Tots dos van ser més tard emesos al programa i van aparèixer en diversos episodis. Un any més tard, als 5 anys, va ser repartida per la telenovela Rayito de Luz l'any 2000. El 2001, va rebre el seu primer paper principal a la telenovela infantil María Belén. El mateix any, va llançar el seu àlbum debut, titulat Mi Globo Azul.
2004–2012: èxit de ruptura
El 2004, va ser escollida com a protagonista de l'exitosa sèrie infantil "Amy, la niña de la mochila azul". El seu segon àlbum d'estudi, Océano, va seguir aviat. Un any més tard, va ser la protagonista femenina de Pablo y Andrea, l'adaptació televisiva de la clàssica novel·la Les aventures de Tom Sawyer. Durant els anys següents, va guanyar parts en múltiples sèries de televisió produïdes per Televisa.
El 2009, va ser elegida per interpretar a "Patito" a "Atrévete a Soñar", el remake mexicà de la popular telenovela infantil argentina Patito Feo. Danna Paola va filmar dues temporades del programa i la producció es va concloure a finals de 2009. "Atrévete a Soñar" va marcar la transició de Paola de les telenovel·les infantils a les adolescents. Paola i el repartiment de la telenovela van gravar dues bandes sonores i van fer una gira per Mèxic per promocionar l'espectacle. La telenovela i la seva banda sonora van tenir èxit comercial a tot Mèxic i Amèrica Llatina. La banda sonora va ser certificada doble platí a Mèxic.
A finals de 2010, va donar la veu a Rapunzel per al doblatge en castellà llatinoamericà de la pel·lícula de Disney Tangled i va participar en la banda sonora en espanyol de la pel·lícula.
2013–2015: Wicked i altres projectes
El maig de 2013, Danna Paola va fer una audició per a la primera producció en castellà del musical de Broadway Wicked a la Ciutat de Mèxic. Va fer una audició tant per a Glinda com per a Elphaba, interpretant Popular i Defying Gravity. Més tard aquell mateix mes, es va anunciar el repartiment final de la producció mexicana, amb Paola com a Elphaba. La producció es va estrenar a Ciutat de Mèxic al Teatre Telcel el 17 d'octubre de 2013 i es va tancar el 18 de gener de 2015. Els crítics de Mèxic, així com el compositor original de l'obra, Stephen Schwartz, van elogiar la seva actuació. A més de ser ben rebuda per la crítica, l'obra també va ser un èxit comercial a la Ciutat de Mèxic. Durant les seves primeres 10 setmanes, Wicked va vendre més de 100.000 entrades i va tenir més de 100 actuacions; va batre un rècord de taquilla, convertint-la en una de les produccions teatrals més reeixides de la història de Mèxic. Als 18 anys, Danna Paola va ser la persona més jove a interpretar el paper d'Elphaba en una producció de teatre professional.
El gener de 2014, Danna Paola va participar en la pel·lícula Saving Sara Cruz, un remake modern de la pel·lícula de 1992 "The Bodyguard". La producció de la pel·lícula mai va començar i el projecte va ser posteriorment abandonat. La pel·lícula havia de ser el debut en anglès de Danna Paola.
El març de 2014, Danna va debutar com a dissenyadora de moda col·laborant amb la popular marca de roba mexicana "Sexy Jeans". La seva línia, "Danna Paola, de Sexy Jeans", va tenir èxit comercial, amb productes venuts a tot Mèxic.
L'agost de 2014, Danna va participar en l'àlbum tribut dABBA Dancing Queens, gravant una versió de Take A Chance On Me. Take A Chance On Me va ser llançat com a senzill el 2 de setembre de 2014 i va debutar al número 1 a "iTunes México".
El 29 d'octubre de 2014, va interpretar No hay bien, la versió en castellà de No Good Deed, davant un públic exhaurit a l'Auditori Nacional per a l'espectacle de premis "Lunas" de l'Auditori. Aquella nit, Wicked va rebre un premi a la categoria "Broadway Show".
Danna Paola va aparèixer en més de 300 representacions de Wicked des del 2013 fins a principis del 2015. Després de la conclusió de Wicked, el productor Alex Gou la va convidar a unir-se al repartiment del musical Hoy No Me Puedo Levantar, on va interpretar el paper principal de Maria i va anar de gira per Mèxic. El juliol de 2015, va signar un contracte amb la cadena en espanyol Telemundo amb seu als Estats Units, que va marcar el seu retorn a les telenovel·les després d'una absència de gairebé cinc anys.
L'agost de 2015 va gravar el duet Mientras Me Enamoras amb el cantant mexicà Lalo Brito. També es va gravar un vídeo musical i es va estrenar al canal de YouTube de Brito el setembre de 2015. A mitjans del 2015, Paola es va traslladar a Miami per filmar el drama de telenovel·la "¿Quién es quién?". El projecte va ser el seu primer paper de telenovel·la fora de Televisa. El rodatge del programa va finalitzar el setembre de 2015. "¿Quién es quién?" va començar a emetre's entre setmana als Estats Units a Telemundo el 9 de febrer de 2016.
2016-present
A principis del 2016, Paola va rodar a la pel·lícula mexicana ¡Como va! Lo más sencillo es complicarlo tod o (més tard rebatejada Lo más sencillo es complicarlo todo), a la Ciutat de Mèxic, Puerto Vallarta i Querétaro. La pel·lícula es va estrenar als cinemes mexicans el 26 de gener de 2018. A mitjans d'abril de 2016, va ser confirmada com a membre del repartiment a la telenovel·la La Doña, produïda per Telemundo. La telenovela es va filmar a Mèxic i es va estrenar el novembre de 2016. El final es va emetre a Telemundo als Estats Units l'1 de maig de 2017.
El 2017, Paola va participar en la biosèrie de Telemundo "José José: El príncipe de la canción", basada en la vida del cantant mexicà José José. Paola va interpretar a la famosa cantant i compositora mexicana, Lucero, i apareix en 4 episodis del programa. La minisèrie es va estrenar a Telemundo el 15 de gener de 2018. A finals de gener de 2018, estava previst que Paola comencés a filmar un paper a la sèrie biològica basada en la vida de l'actriu mexicana Silva Pinal. Més tard, va abandonar abans que comencés el rodatge i, en canvi, va revelar que va participar en la sèrie de televisió de thriller per a adolescents espanyola original de Netflix Élite. La producció del programa de televisió va obligar Paola a traslladar-se a Madrid durant sis mesos a partir del gener del 2018. Va ser seleccionada per al programa després d'un llarg procés d'audició el 2017. El programa es va rodar en 4K i es va estrenar globalment a Netflix l'octubre del 2018; Paola va continuar protagonitzant 3 temporades de la sèrie. El 2019, Paola va ser elegida com a jutge a la sèrie de concurs de cant La Academia per a TV Azteca. El 2021, va ser elegida com a mentora a la sèrie de concurs de cant espanyol Top Star. ¿Cuánto vale tu voz? per a Telecinco.
Paola va decidir al final de la tercera temporada d'Élite que deixaria d'actuar i se centraria en la música.

## Avals
A mitjans de gener de 2016, Paola es va revelar com la nova cara de la línia de color de cabell "Casting Crème Gloss" de L'Oreal Paris per al mercat llatinoamericà. La línia és una col·laboració entre les línies Excel·lència i Preferència de L'Oreal. Com a part de la promoció, Paola es va tenyir els cabells i va aparèixer en anuncis impresos i televisius de la marca.

## Carrera musical
Àlbum d'estudi debut com a cantant solista (2011-2013)
El 2011, va començar la producció del seu quart àlbum d'estudi en solitari que també va servir com el seu àlbum debut com a artista de gravació en solitari "adulta". La seva discografia anterior incloïa cançons per a telenovel·les, música infantil i bandes sonores de pel·lícules. Ella va revelar que volia que el seu nou àlbum reflectís el seu creixement com a artista i eliminés la seva imatge com a actriu infantil. Ruleta, escrit per la cantant pop mexicana Paty Cantú, es va anunciar com el senzill principal de l'àlbum. El vídeo musical oficial es va estrenar al canal oficial de VEVO de Paola el 14 de març de 2012. El senzill va arribar al número 32 a les llistes Top Mexican Airplay el juliol de 2012.
Pròxim segon àlbum d'estudi (2016-present)
A mitjans de febrer de 2016, va anunciar que el seu proper senzill, Baila hasta caer, es llançaria al març per a la ràdio i la descàrrega digital. La cançó es va gravar a Miami en algun moment durant el rodatge de la seva telenovela "¿Quién es quién?".
Com a part de l'estrena cinematogràfica del 2018 de Lo más sencillo es complicarlo todo, va llançar el senzill ¿Dónde estabas tú? el novembre de 2017. El seu darrer senzill, Oye Pablo, va ser llançat el 29 d'agost de 2019.

## Filmografia
| Televisió | Televisió                       | Televisió                        | Televisió                                                                                    |
| Any       | Títol                           | Paper                            | Notes                                                                                        |
| --------- | ------------------------------- | -------------------------------- | -------------------------------------------------------------------------------------------- |
| 2018-     | Élite                           | Lucrecia Montesinos Hendrich     |                                                                                              |
| 2013      | Como dice el dicho              | Mayra                            | Episodi: "Los deseos se cumplen..."                                                          |
| 2009/2010 | Atrévete a soñar                | Patricia "Patito" Peralta Castro |                                                                                              |
| 2009      | Plaza Sésamo                    | Patricia "Patito" Peralta Castro | Temporada 12, episodi 11, intèrpret: "Oye mamá"                                              |
| 2008      | Querida enemiga                 | Bettina Aguilar Ugarte           |                                                                                              |
| 2008      | La rosa de Guadalupe            | Samantha                         | Episodi: "Adiós a la calle"                                                                  |
| 2007      | Muchachitas como tú             | Paola                            |                                                                                              |
| 2007      | Objetos perdidos                | Niña                             | Episodi: "Objeto 8"                                                                          |
| 2007      | La hora pico                    |                                  |                                                                                              |
| 2007 2003 | La familia P. Luche             | Niña de oro María Belén          | Episodi: "Niños de oro" Episodi: "La novia de Ludoviquito" Episodi: "Ludovico en la escuela" |
| 2005      | El privilegio de mandar         |                                  | Sketch: "Bailando por un hueso"                                                              |
| 2005      | Pablo y Andrea                  | Andrea Saavedra                  |                                                                                              |
| 2005      | Contra viento y marea           | Natalia Ríos (nena)              |                                                                                              |
| 2004      | Amy, la niña de la mochila azul | Amy Granados/Betancourt          |                                                                                              |
| 2004      | Alegrijes y rebujos             | Amy Granados/Betancourt          | Participació especial.                                                                       |
| 2003      | De pocas, pocas pulgas          | Annie                            |                                                                                              |
| 2002      | ¡Vivan los niños!               | Estrella                         |                                                                                              |
| 2001      | María Belén                     | María Belén García Marín         |                                                                                              |
| 2000      | Rayito de luz                   | Lupita Lerma                     | Com Danna Paola Rivera.                                                                      |
| 1999      | Plaza Sésamo                    |                                  | Versió mexicà de Barri Sèsam.                                                                |
| Cinema    |                                 |                                  |                                                                                              |
| Any       | Títol                           | Paper                            | Notes                                                                                        |
| 2010      | Tangled                         | Rapunzel                         | Veu.                                                                                         |
| 2008      | Arráncame la vida               | Lilia Ascencio (12 anys)         |                                                                                              |
| Teatre    |                                 |                                  |                                                                                              |
| Any       | Títol                           | Paper                            | Notes                                                                                        |
| 2013      | Wicked                          | Elphaba                          | 1ª producció en castellà.                                                                    |
| 2004      | Anita la huerfanita             | Anita                            |                                                                                              |
| 2003      | Regina                          | Regina (infància)                |                                                                                              |

## Discografia
Àlbums d'estudi
- Mi globo azul (2001)
- Océano (2004)
- Chiquita pero picosa (2005)
- Danna Paola (2012)

## Premis i nominacions
Premis
- Premis El Heraldo de México (2001)
- Premis Bravo (2002, 2005, 2006)
- Premis ACPT (2005, 2014)
- Premis Oye! (2009)
- Premis Yahoo! México (2010)
- Premis TVyNovelas (2006, 2010)
- Kids' Choice Awards México (2010, 2012, 2013)
- Festival Internacional de Teatro Héctor Azar (2013)
- Premis APT (2014)

Nominacions
- Premis Oye! (2010)
- Lunas del Auditorio (2010)
- Premis Juventud (2011)
- Kids' Choice Awards México (2010)
- Premis TVyNovelas (2008, 2009)
- MTV Europe Music Awards (2012, 2013)
- Kids' Choice Awards (2012, 2013, 2014)